# Gare de Lunery
Gare de Lunery – stacja kolejowa w Lunery, w departamencie Cher, w Regionie Centralnym-Dolinie Loary, we Francji. Jest zarządzana przez SNCF (budynek dworca) i przez RFF (infrastruktura).
Została otwarta w 1861 przez Compagnie du chemin de fer de Paris à Orléans (PO). Stacja jest obsługiwana przez pociągi TER Centre.

## Położenie
Stacja znajduje się na linii Bourges – Miécaze (246,087 km), pomiędzy stacjami Saint-Florent-sur-Cher i Châteauneuf-sur-Cher, na wysokości 136 m n.p.m.

## Linie kolejowe
- Bourges – Miécaze